# Chlamydocardia subrhomboidea
Chlamydocardia subrhomboidea är en akantusväxtart som beskrevs av Gustav Lindau. Chlamydocardia subrhomboidea ingår i släktet Chlamydocardia och familjen akantusväxter. Inga underarter finns listade i Catalogue of Life.